# Pierre Lucien Brard
Pour les articles homonymes, voir Brard.
Pierre Lucien Brard est un homme politique français né le 8 janvier 1804 à Soubran (Charente-Inférieure) et mort le 1er février 1887 à Jonzac (Charente-Inférieure).

## Biographie
Docteur en médecine en 1826, il est député de la Charente-Maritime de 1848 à 1849, siégeant à gauche.